# Мата’панг

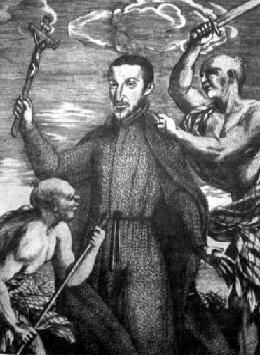
Убийство Сан-Витореса Мата’пангом (справа) и Хурао (слева).(Гравюра)

Мата’панг был мага’лахи (вождём) народа чаморро на острове Гуам. Его имя на языке чаморро означало «стать чистым путём очищения».
Мато’панг известен своим сопротивлением испанской экспансии на Гуам во время испано-чаморроских войн и совместным с Хурао убийством испанского священника Диего де Сан Витореса, который был одним из первых миссионеров Испанской империи на Гуаме.
Сегодня Мата’панг стал культовым образом среди многих активистов выступающих за самоопределение народа чаморро.

## Биография
Изначально Мато’панг обратился в христианство, но позже, увидев как испанцы используют эту религию для уничтожения культуры чаморро, он отрёкся от неё.
Пытаясь вернуть Мата’панга в церковь, Диего де Сан-Виторес крестил маленькую дочь Мата’панга в 1672 году. Узнав о крещении своей дочери, Мата’панг со своими товарищем Хурао выследил, а затем убил Сан-Витореса.

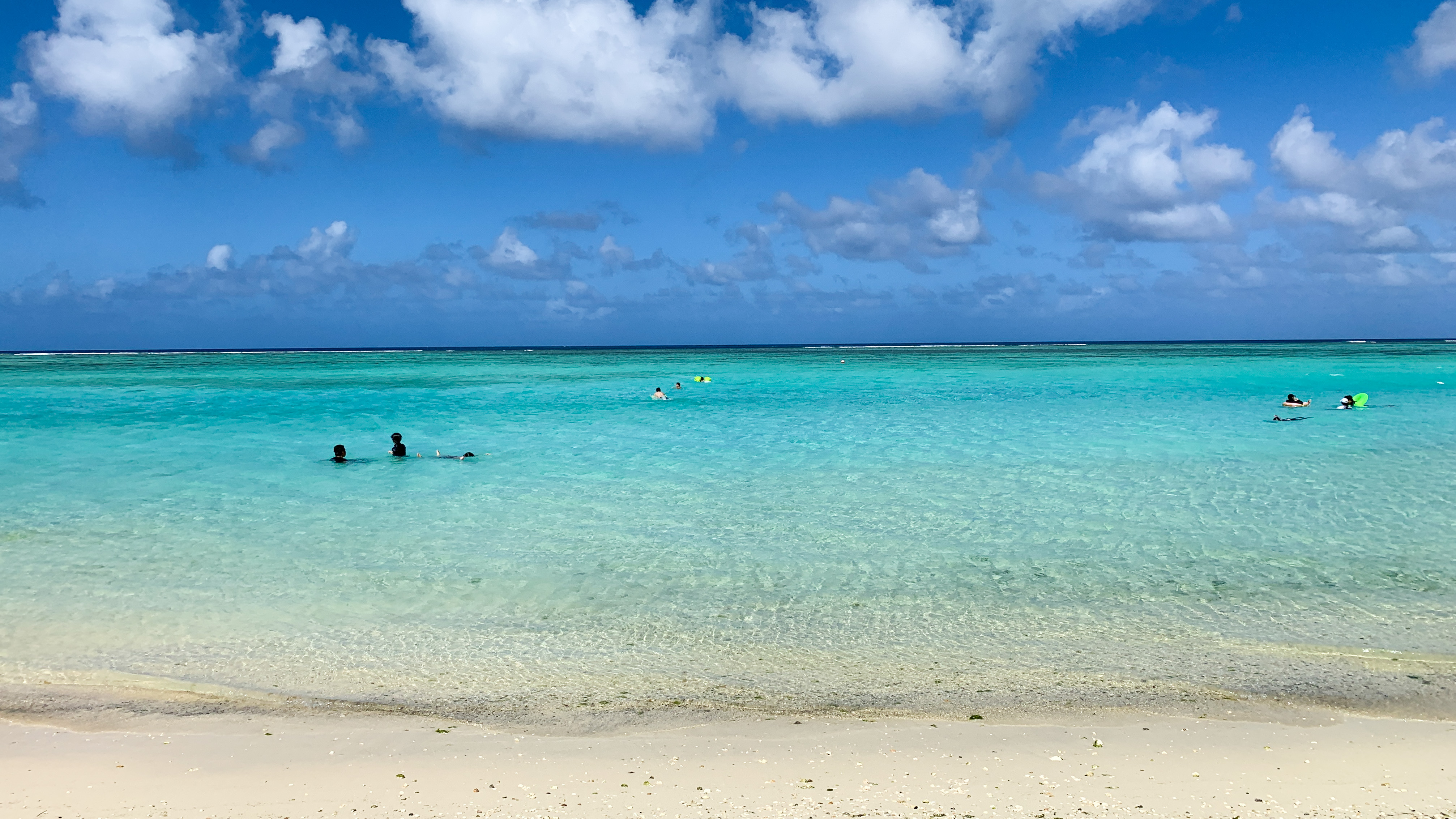
Пляжный парк Мата`панг

Смерть Сан-Витореса привела к тому, что христианская миссия на Гуаме переросла в вооружённый конфликт, в ходе которого Мато’панг стал главным военачальником чаморро. Но позже он был ранен в бою и отступил на соседний остров Рота, чтобы восстановить силы. Однако, узнав об этом, Испанский флот так же был направлен туда. Опасаясь конфликта с испанцами, население острова выступило против Мата`панга. Жители Роты напали на Мата’панга и силой отправили его на лодке прочь с острова. В 1680-м году, по пути обратно на Гуам, он скончался от полученных травм.

## Отражение в культуре
Сегодня многими представителями молодого поколения активистов чаморро Мата`панг признаётся важной исторической личностью. Он рассматривается как герой сопротивления имперскому господству и уничтожению самобытности народа чаморро. Стихотворение Джея Базы Паскуа «Потомок Мата’панга» подтверждает данные настроения. Оно гласит:
"Видите ли, отец Луис де Сан-Виторес был полон решимости принести Бога в «Индиос» Тихого океана.
"Достаточно решительный, он не подчинился приказу Мата`панга не крестить его больного ребёнка … Матапанг в ответ убил священника-миссионера.
"Дело не в том, что Матапанг бросил вызов духовному облегчению миссионера, а в том, что Сан-Виторес бросил вызов культурным убеждениям Мата`панга.

"При этом… этот легендарный вождь зажег пламя, которое положило начало 30-летней войне между чаморро и испанцами…угли этого огня продолжают гореть в сердцах тех, кто хочет, чтобы Гуам был свободен от колониального господства. "
Пляжный парк Матапанг — это небольшой парк вдоль залива Тумон, который популярен среди местных команд по гребле на каноэ. Он расположен недалеко от улицы Пале-Сан-Виторес, названной в честь миссионера.

## Академическая критика
Профессор Винс Диас изучил наследие Мата’панга в своей презентации и более поздней статье «По следам каноэ Мата’панга». В его выступлениях анализируются различные представления о Мата`панге как с точки зрения коренного населения, так и с точки зрения колониализма. «Первый шаг — заменить Сан-Витореса в качестве создания у коренных народов точки зрения, что новым главным героем стал Мато’Панг», — сказал Диас. «Вторым шагом было бы оценить Мата`панг в туземном дискурсе, то есть с точки зрения того, как он существует и как его можно понять и осмысливать туземными понятиями».